# あばばばば
『あばばばば』は、芥川龍之介の短編小説。保吉ものと呼ばれる作品群の一つで、実生活に取材した私小説。初出は『中央公論』1923年（大正12年）12月号。

## あらすじ
主人公の保吉が行きつけのたばこ屋にたばこを買いに行った所、新しい若い女性の店員がカウンターに座っていたため、これをからかう。女性は大いに恥じ入っていたが、数年して訪れた所、女性の店員が結婚したものと見えて背中の子供をあやしている。あばばばばとあやす所を保吉に見られるも、その様子には恥じた所がなく、またあやし始める。保吉は女性が成長したのだということを感じると共に、以前の恥じ入っていた気品を懐かしく、また女性的に美しかったものと考える。